# Список символов штатов США (минералы)
Штаты США, обладающие развитыми месторождениями и богатыми природными запасами, часто принимают различные минералы, камни и драгоценные камни в качестве символов штата. С некоторых штатах официальные геологические символы являются основой отрасли добывающей промышленности региона; выбор многих штатов обусловлен историческими и культурными предпосылками. Не каждый штат имеет официальный такой официальный символ.
| Айдахо               | - Звёздчатый гранат (1967)                                                                              |
| Айова                | - Жеода (1967)                                                                                          |
| Алабама              | - Гематит (1967) - Мрамор (1969) - Star Blue Quartz (1990)                                              |
| Аляска               | - Золото - Нефрит/Жад                                                                                   |
| Аризона              | - Медь (Одно из прозвищ Аризоны - "Медный штат") - Бирюза                                               |
| Арканзас             | - Кварц - Боксит (1967) - Бриллиант                                                                     |
| Вайоминг             | - Вайомингский нефрит (1967)                                                                            |
| Вашингтон            | - Окаменелое дерево (1975)                                                                              |
| Вермонт              | - Гранит (1992) - Мрамор (1992) - Сланец (1992) - Тальк - Гроссуляр                                     |
| Виргиния             | |
| Висконсин            | - Галенит (1971) - Красный гранит (1971)                                                                |
| Гавайи               | - Чёрный коралл                                                                                         |
| Делавэр              | - Силлиманит                                                                                            |
| Джорджия             | - Ставролит (1976) - Кварц (1976)                                                                       |
| Западная Виргиния[A] | - Каменный уголь (2009) - Окаменевший коралл Lithostrotionella (1990)                                   |
| Иллинойс             | - Флюорит (1965)                                                                                        |
| Индиана              | - Салемский известняк (1971)                                                                            |
| Калифорния[B]        | - Золото (Одно из прозвищ Калифорнии - Золотой штат - Серпентин (1965) - Бенитоит (1985)                |
| Канзас               | |
| Кентукки             | - Уголь (1998) - Агат Кентукки (2000) - Пресноводный жемчуг (1986)                                      |
| Колорадо[C]          | - Родохрозит (2002) - Йульский мрамор (2004) - Аквамарин (1971)                                         |
| Коннектикут          | - Альмандин (1977) - Бурый железистый песчаник                                                          |
| Луизиана             | - Агат (1976)                                                                                           |
| Массачусетс[D]       | - Бабингтонит (1971) - Пудинговый конгломерат Роксберри (1983) - Родонит (1979)                         |
| Миннесота            | - Агат Верхнего озера (1969)                                                                            |
| Миссисипи            | - Окаменелое дерево (1976)                                                                              |
| Миссури              | - Галенит (1967) (Одно из прозвищ Миссури - свинцовый штат) - Мозаркит (1967)                           |
| Мичиган              | - Камень Петоски (окаменевший коралл) (1965) - Хлорастролит (1972)                                      |
| Монтана              | - Монтанский сапфир - Монтанский агат                                                                   |
| Мэн                  | - Турмалин                                                                                              |
| Мэриленд             | - Патаксентский камень (2004)                                                                           |
| Небраска             | - Степной агат (1967) - Голубой агат (1967)                                                             |
| Невада               | - Серебро (Одно из прозвищ Невады - Серебряный штат) - Песчаник (1987) - Чёрный огненный опал - Бирюза  |
| Нью-Гэмпшир          | - Берилл (1985) - Гранит (1985) (Одно из прозвищ Нью-Гэмпшира - Гранитный штат) - Дымчатый кварц (1985) |
| Нью-Джерси           | |
| Нью-Йорк             | - Гранат (1967)                                                                                         |
| Нью-Мексико          | - Бирюза (1967)                                                                                         |
| Огайо                | - Огайский кремень (1965)                                                                               |
| Оклахома             | - Розовый камень (Барит)                                                                                |
| Орегон[E]            | - Агат Thunderegg (1965) - Орегонский солнечный камень (1987)                                           |
| Пенсильвания         | |
| Род-Айленд           | - Боуэнит (1966) - Камберлендит (1966)                                                                  |
| Северная Дакота      | |
| Северная Каролина    | - Гранит (1979) - Изумруд (1973)                                                                        |
| Теннесси             | - Известняк (1979) - Агат Теннеси Paint Rock (1969) - Теннесийский речной жемчуг (1979)                 |
| Техас                | - Серебро (2007) - Олигоцен (окаменелая пальма) (1969) - Техасский голубой топаз (1969)                 |
| Флорида[F]           | - Агатовый коралл (1979) - Лунный камень (1970)                                                         |
| Южная Дакота         | - Розовый кварц - Фэйрбёрнский агат (1966)                                                              |
| Южная Каролина       | - Голубой гранит (1969) - Аметист (1969)                                                                |
| Юта                  | - Медь (1994) - Уголь (1991) - Топаз (1969)                                                             |